# Camel Trophy
De Camel Trophy was een jaarlijkse offroad-wedstrijd met terreinwagens die tussen mei 1980 en juli 2000 werd georganiseerd. Gedurende die periode bezochten 566 deelnemers uit 35 landen in totaal 24 landen. De Trophy was vooral bekend vanwege het gebruik van Land Rovers op zeer uitdagend terrein. Het evenement werd in de jaren 90 gezien als 'de Olympische Spelen van 4x4' en is vernoemd naar de hoofdsponsor, het sigarettenmerk Camel.

## Geschiedenis

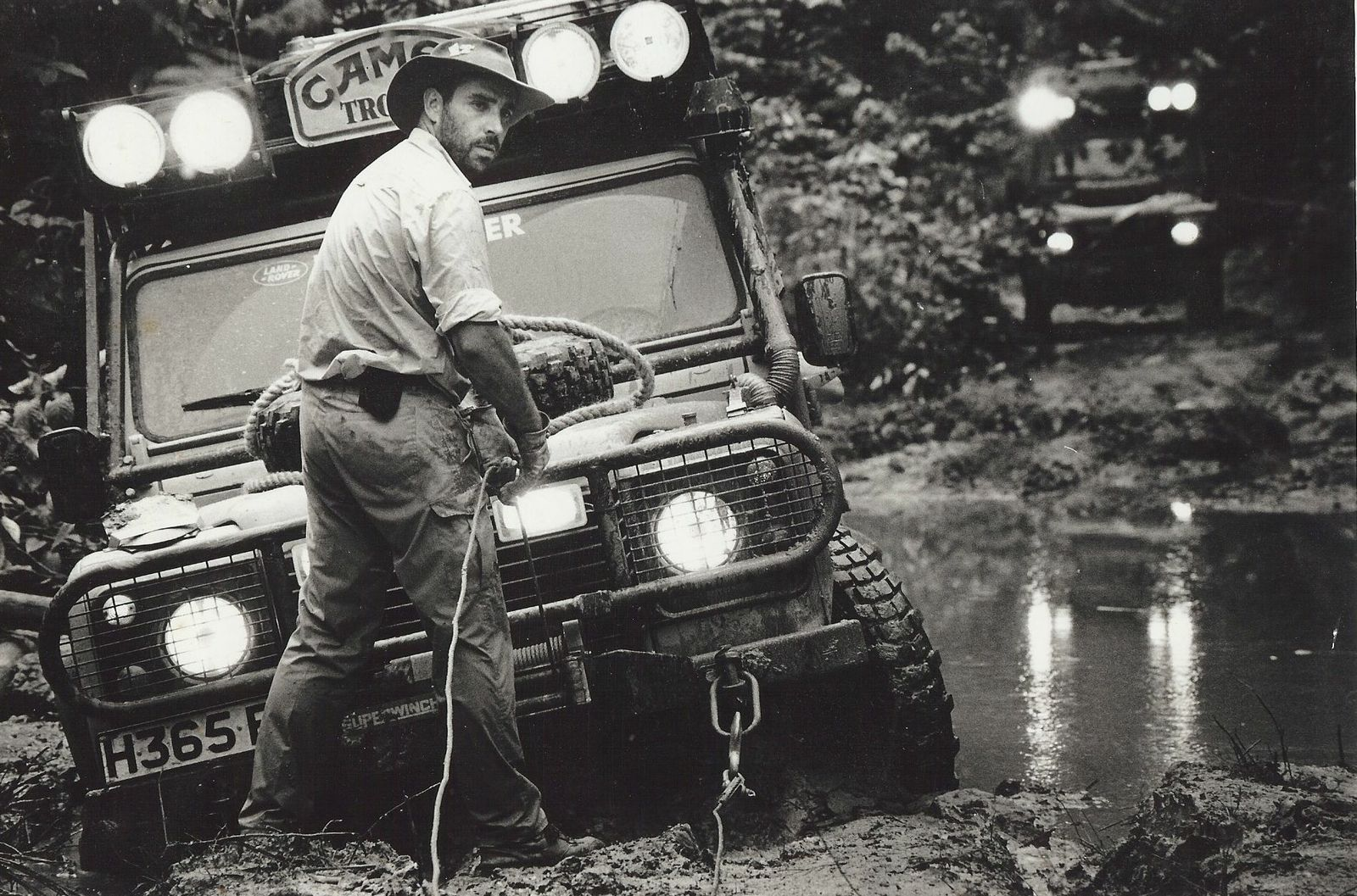
Pre-scout-expeditie in 1991 voor het Camel Trophy-evenement van 1992 in Guyana

De Camel Trophy ontstond in 1980 toen drie Duitse teams met Ford U50's (Jeep CJ5's gebouwd onder licentie) in een twaalfdaagse wedstrijd het Amazonegebied verkenden. Hoewel de zes deelnemers er niet in slaagden de proef met een totale lengte van duizend mijl te doorstaan, was het evenement zodanig populair dat Land Rover het jaar daarop besloot een vloot speciaal gebouwde terreinwagens voor de Trophy te leveren. In de jaren daarna zouden verschillende modellen van het Britse merk worden gebruikt voor het evenement, te herkennen aan de kenmerkende beige sandglow-kleur. De auto's waren standaard productiewagens die voor de wedstrijd ingrijpend aangepast werden met een reeks expeditie-, herstel- en veiligheidsuitrusting.
In de eerste twee jaren waren alleen Duitse teams actief in de Trophy, in de jaren daarna werden teams uit veel verschillende landen samengesteld en vonden de wedstrijden plaats in de meest uitdagende, minst toegankelijk en minst verharde plekken als Borneo, Mongolië, Papoea-Nieuw-Guinea en Tanzania. Doordat de Trophy werd gezien als een van de zwaarste wedstrijden om aan mee te doen kreeg het evenement de bijnaam 'de Olympische Spelen van 4x4', en was hierom zeer populair. In 1989 meldden meer dan een miljoen kandidaten zich voor een plek bij een van de iets meer dan twintig deelnemende voertuigteams (inclusief supportvoertuigen).
In de laatste jaren verschoof de aandacht steeds meer van het offroad rijden naar de aanvullende taken (special events) die tijdens de wedstrijd moesten worden uitgevoerd, zoals kajakken, kanoën en mountainbiken. Land Rover trok zich in 1998 terug. De laatste Camel Trophy was Tonga–Samoa in 2000. Dit was hoofdzakelijk een water-evenement, met mountainbikes, waterski’s en kajaks.

## Lijst met evenementen en voertuigen

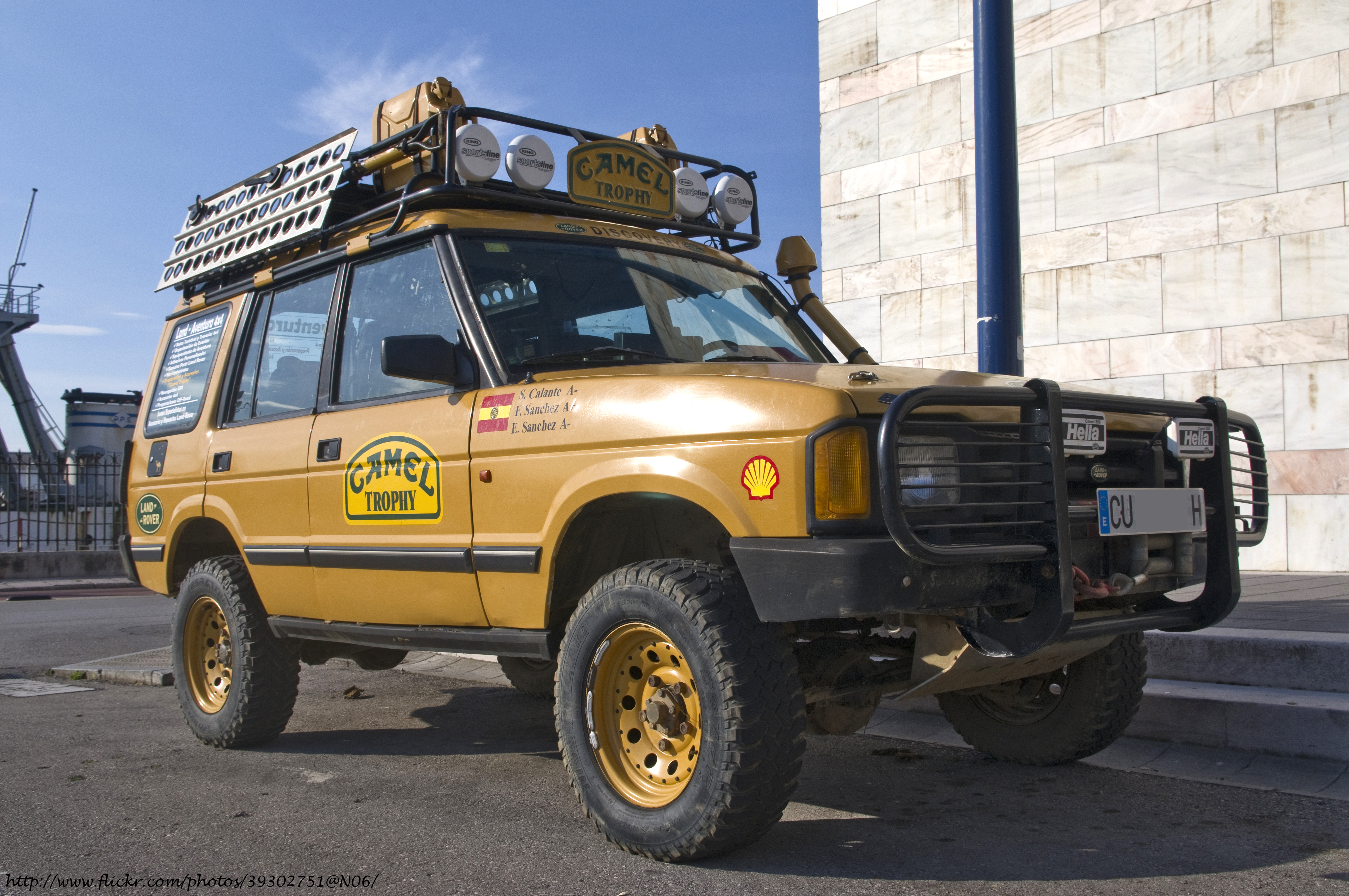
Land Rover Discovery 200 Tdi (5-deurs)

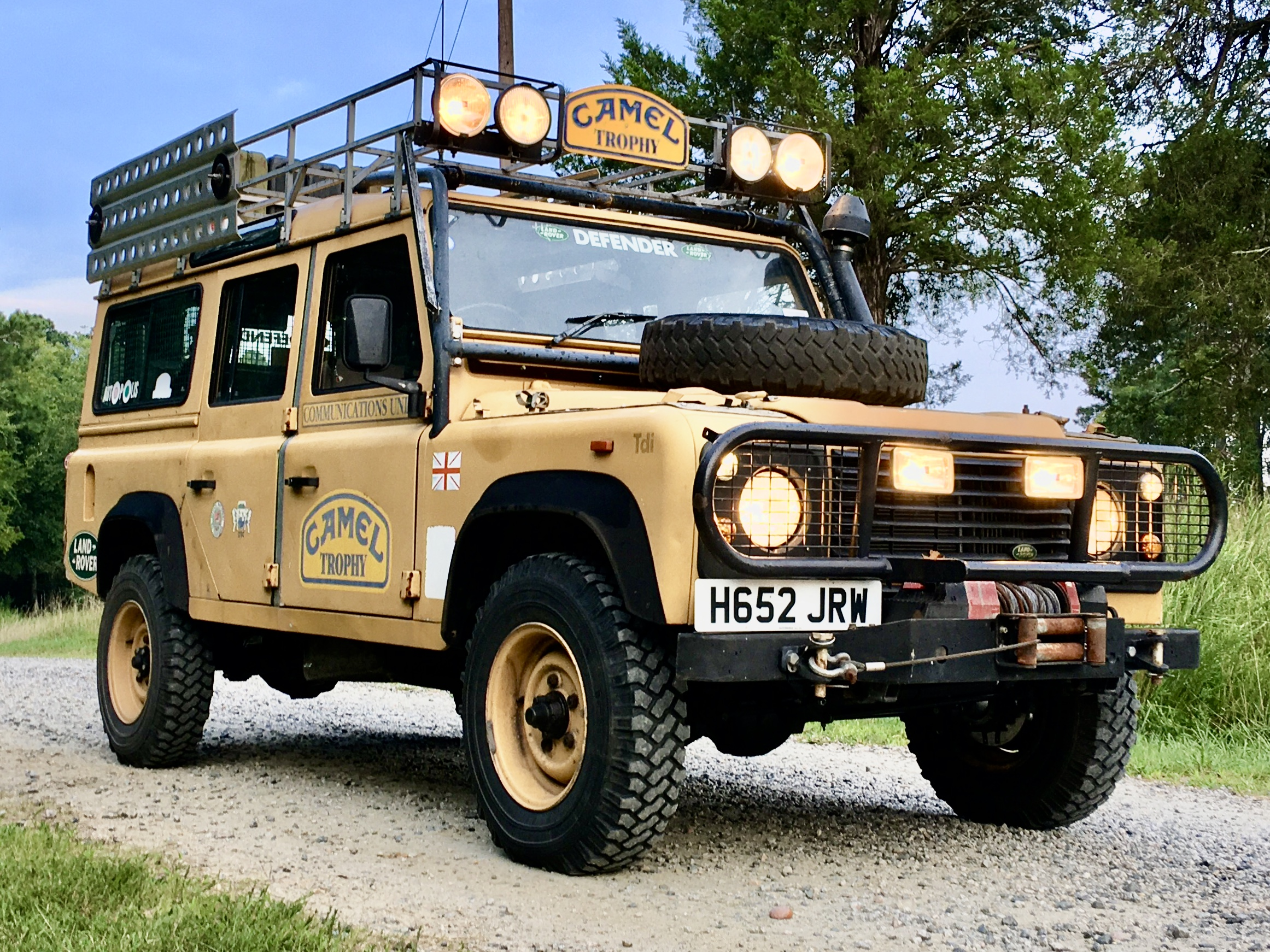
Land Rover Defender 110

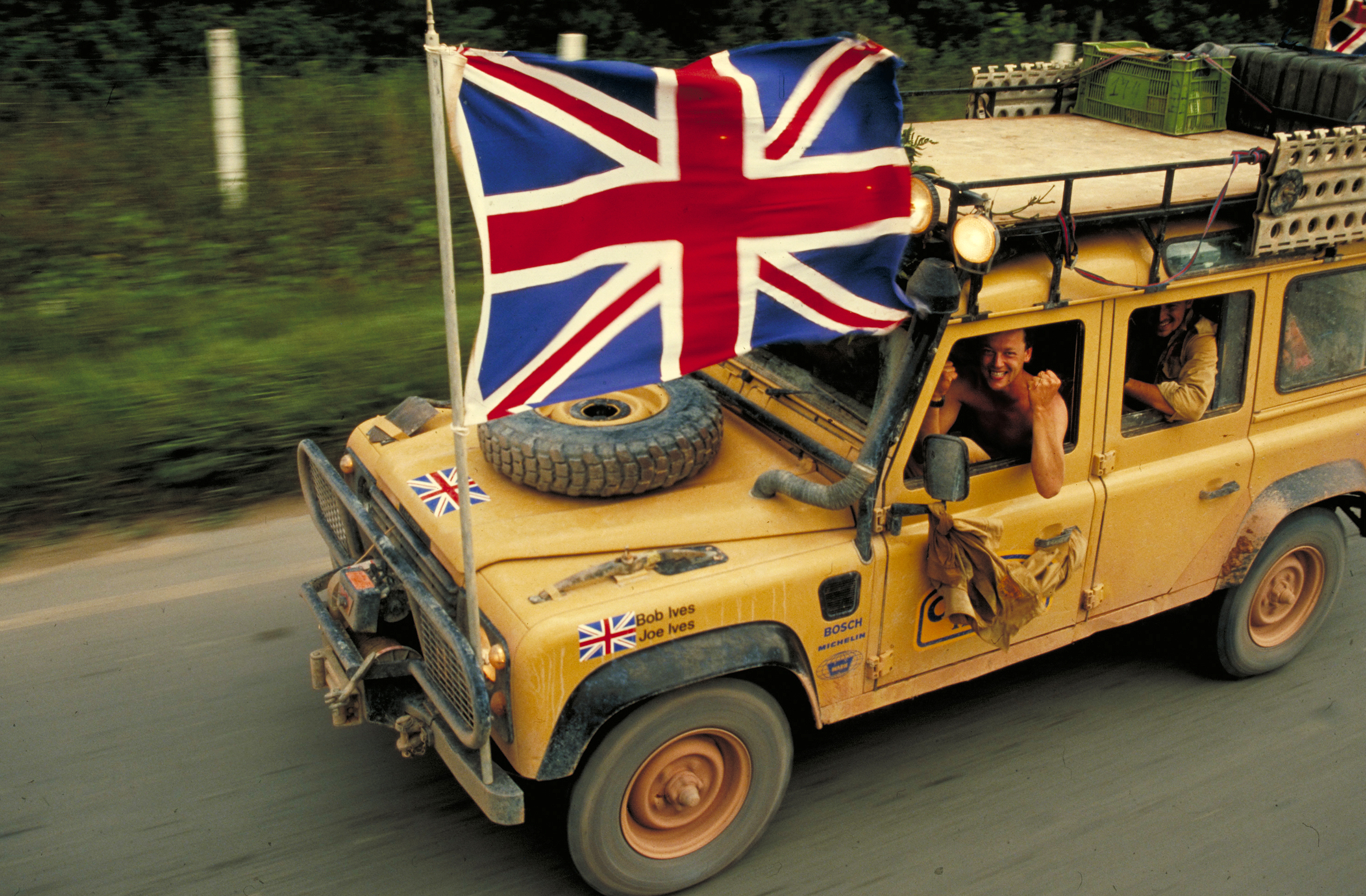
Land Rover Defender 110 met de winnaars van 1989

| Jaar | Locatie                      | Voertuig                                | Aantal teams | Aantal nationaliteiten |
| ---- | ---------------------------- | --------------------------------------- | ------------ | ---------------------- |
| 1980 | Brazilië (het Amazonegebied) | Ford U50                                | 3            | 1                      |
| 1981 | Indonesie (Sumatra)          | Range Rover (2-deurs)                   | 5            | 1                      |
| 1982 | Papoea-Nieuw-Guinea          | Range Rover (2-deurs)                   | 8            | 4                      |
| 1983 | Zaïre                        | Land Rover Series III 88"               | 14           | 7                      |
| 1984 | Brazilië                     | Land Rover Defender 110                 | 12           | 6                      |
| 1985 | Borneo                       | Land Rover Defender 90                  | 16           | 8                      |
| 1986 | Australië                    | Land Rover Defender90                   | 14           | 14                     |
| 1987 | Madagaskar                   | Range Rover TD                          | 14           | 14                     |
| 1988 | Indonesie (Sulawesi)         | Land Rover Defender 110                 | 12           | 12                     |
| 1989 | Brazilië                     | Land Rover Defender 110                 | 14           | 14                     |
| 1990 | Sovjet-Unie (Siberïe)        | Land Rover Discovery 200 Tdi (3-deurs)  | 16           | 16                     |
| 1991 | Tanzania                     | Land Rover Discovery 200 Tdi (5-deurs)  | 17           | 17                     |
| 1992 | Guyana                       | Land Rover Discovery 200 Tdi (5-deurs)  | 16           | 16                     |
| 1993 | Sabah–Maleisië               | Land Rover Discovery 200 Tdi (5-deurs)  | 16           | 16                     |
| 1994 | Argentinië–Paraguay–Chili    | Land Rover Discovery 200 Tdi (5-deurs)  | 18           | 18                     |
| 1995 | Mundo Maya                   | Land Rover Discovery 300 Tdi (5-deurs)  | 20           | 20                     |
| 1996 | Borneo (Kalimantan)          | Land Rover Discovery 300 Tdi (5-deurs)  | 20           | 20                     |
| 1997 | Mongolië                     | Land Rover Discovery 300 Tdi (5-deurs)  | ?            | ?                      |
| 1998 | Chili (Tierra del Fuego)     | Land Rover Freelander                   | ?            | ?                      |
| 1999 | geen event                   | geen event                              | geen event   | geen event             |
| 2000 | Tonga–Samoa                  | Ribtec 655 (rubberen speedboot) / Honda | ?            | ?                      |

## Galerij

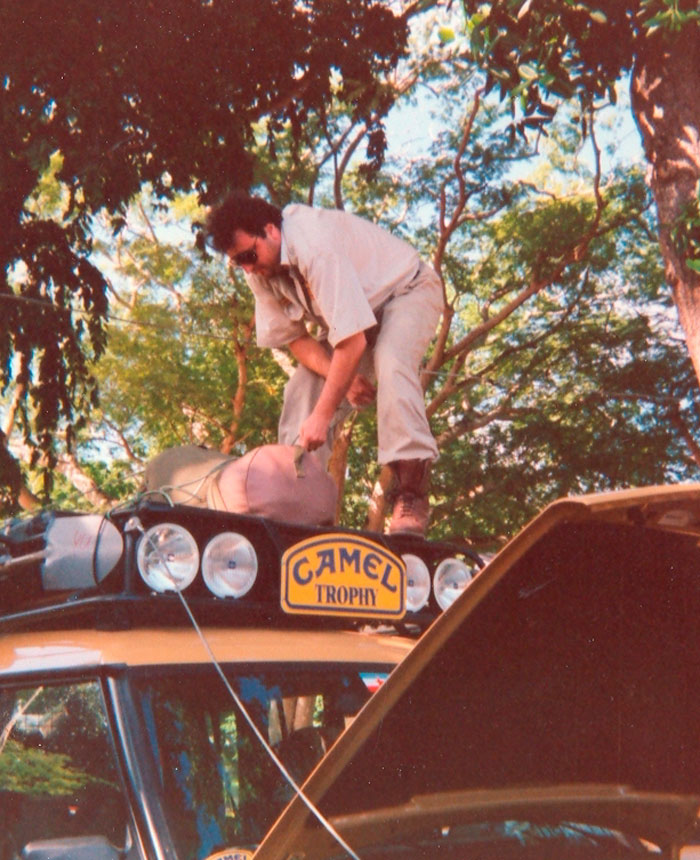
Een van de deelnemers van de Camel Trophy in Tanzania
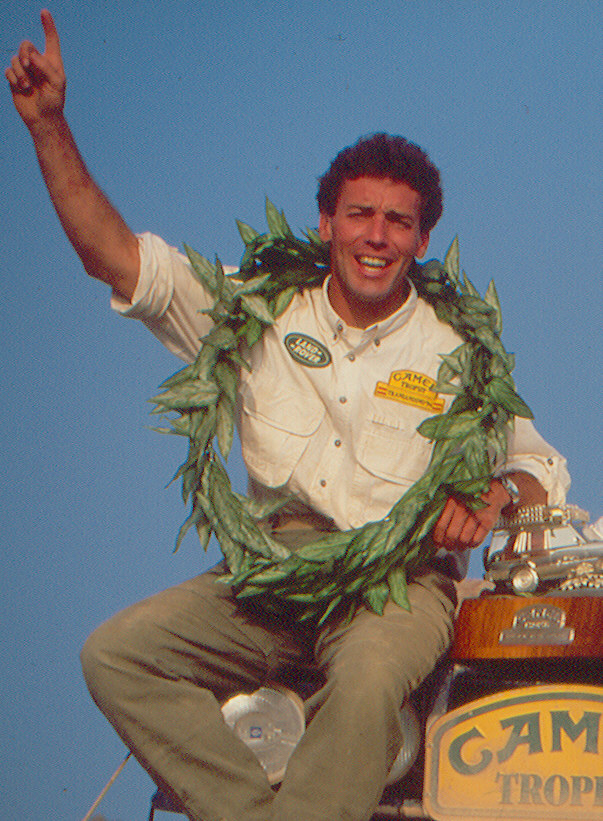
Jorge Corella na de overwinning in de Camel Trophy in 1994
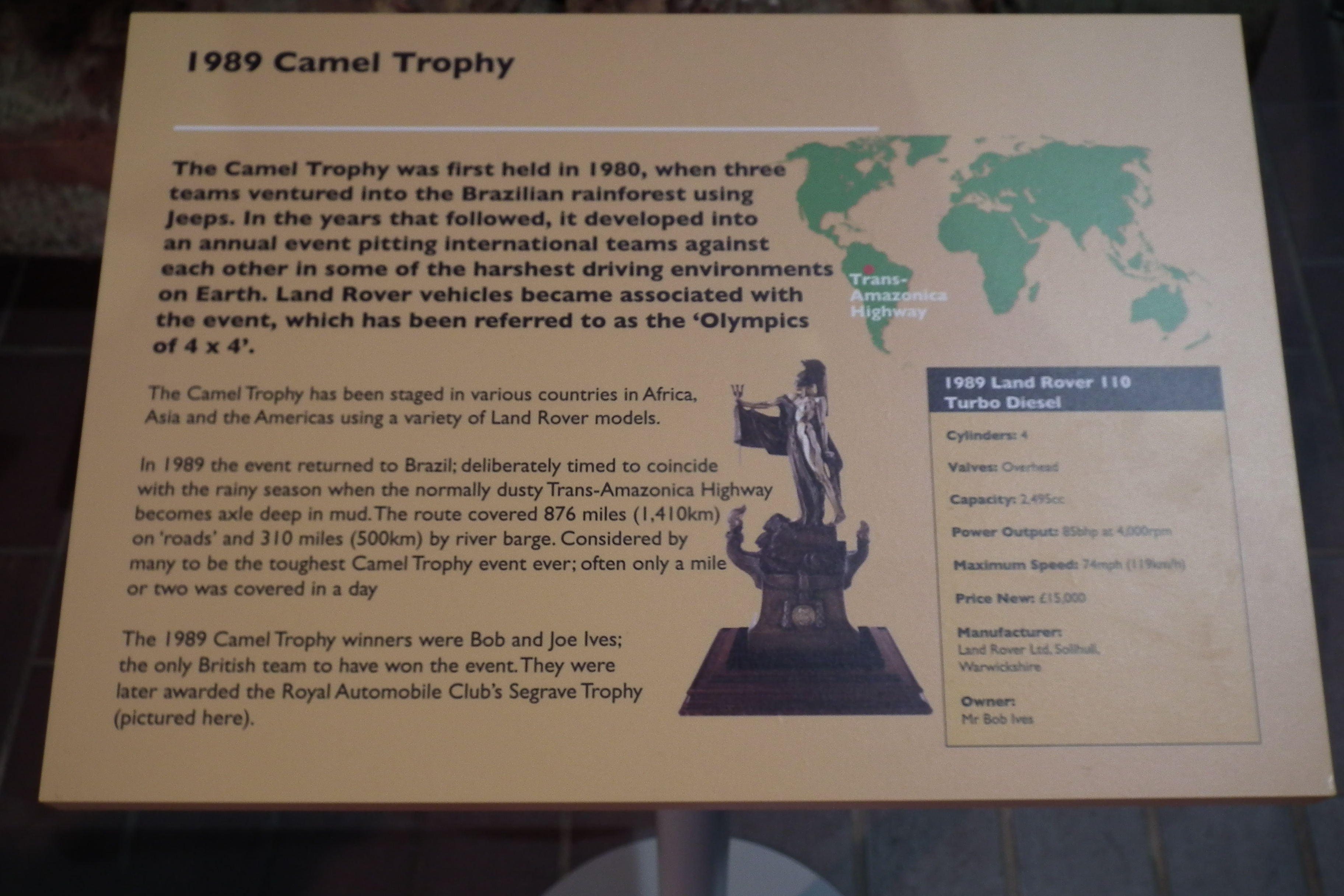
Plaquette in het National Motor Museum in Beaulieu (Hampshire)